# Маній Ацилій Глабріон (консул 191 до н. е.)
Маній Ацилій Глабріон (лат. Manius Acilius Glabrio) — давньоримський консул, військовик.
У 201 р. до н. е. він був народним трибуном під командуванням Сципіона Африканського в Африці. У 200 р. до н. е. став decemvir sacrorum — децемвиром для жертвоприношень, а в 197 р. до н. е. — едилом. Як претор придушив повстання рабів в Етрурії у 196 р. до н. е.
У 191 р. до н. е. Глабріон став консулом, переміг Антіоха Великого у битві при Фермопілах у і змусив його покинути Грецію. Потім він звернув свою увагу на Етолійський союз, який переконав Антіоха оголосити війну Риму, і тільки заступництво Тіта Квінкция Фламініна врятувало Союз від знищення. У 190 році до н. е. Ацилій вступив у Рим з тріумфом, провіз у процесії величезні трофеї, серед яких було 45 золотих вінків, 3000 фунтів срібла, 113 000 тетрадрахм аттичного вагового стандарту і чверть мільйона кістофорів.
У 189 р. до н. е. Глабріон був кандидатом у цензори, але зустрів опір знаті, особливо Катона, яка не бажала допустити до влади вихідця з плебеїв. Трибуни на чолі із Публієм Семпронієм Гракхом звинуватили його у приховуванні частини сирійської здобичі, його легат дав свідчення проти нього і Глабріону довелося зняти свою кандидатуру.
Можливо, саме Маній Ацилій Глабріон був автором закону (lex Acilia), який залишав за жерцями право включати або не включати додатковий місць у календарний рік.
Його син, Маній Ацилій Глабріон, також був політиком. Як дуумвір, він у 181 р. до н. е. збудував храм богині Pietas, виконавши обітницю свого батька, дану ним під час битви при Фермопілах. У тому ж храмі була встановлена позолочена кінна статуя Глабріона.